# 5017 Tenchi
5017 Tenchi (1977 DS2) là một tiểu hành tinh vành đai chính được phát hiện ngày 18 tháng 2 năm 1977 bởi Kosai và Hurukawa ở Đài thiên văn Kiso.